# Garden Grove (Kalifornija)
Garden Grove je grad u američkoj saveznoj državi Kalifornija. Prema popisu stanovništva iz 2010. u njemu je živjelo 170.883 stanovnika.